# Noël Oakeshott
Noël Rose Oakeshott, geborene Moon (* 1904; † 1976), war eine britische klassische Archäologin.

## Leben
Noël Oakeshott lernte als Schülerin Latein und Griechisch und absolvierte die Literae humaniores an der Universität Oxford. Sie war eine Schülerin von John D. Beazley und wendete seine Methode der Scheidung einzelner Maler auf die unteritalische Vasenmalerei an. Ihr Aufsatz Some early south Italian vase-painters. With a brief indication of the later history of Italiote vase-painting von 1929 blieb grundlegend.
Sie war die Schwester von Sir Edward Penderel Moon und seit 1928 verheiratet mit dem Bildungsadministrator und Kunsthistoriker Walter Oakeshott. Nach ihnen benannte John D. Beazley den sogenannten Oakeshott-Maler.

## Veröffentlichungen
- Some early south Italian vase-painters. With a brief indication of the later history of Italiote vase-painting. In: Papers of the British School at Rome 11 (1929) S. 30–49.
- The Dionysiac Painter. In: Journal of Hellenic Studies 55 (1935) S. 230–232.
- Three Black-Figured Vases in the Winchester College Museum. In: Journal of Hellenic Studies 59 (1939) S. 283–286.
- Rezension zu: Arthur D. Trendall: Vasi antichi dipinti del Vaticano. Vasi italioti ed etruschi a figure rosse. In: American Journal of Archaeology 59 (1955) S. 79–81.
- Rezension zu: Margot Schmidt: Der Dareiosmaler und sein Umkreis. Untersuchungen zur spätapulischen Vasenmalerei. In: Journal of Hellenic Studies 81 (1961) S. 215–216.
- Horned-head vase handles. In: Journal of Hellenic Studies 86 (1966) S. 114–132.
- Rezension zu: Arthur D. Trendall: The red-figured vases of Lucania, Campania and Sicily. In: Journal of Hellenic Studies  88 (1968) S. 238–239.
- Rezension zu: Ernst Langlotz: Die Kunst der Westgriechen in Sizilien und Unteritalien. In: Journal of Hellenic Studies 90 (1970) S. 260–262.
- Rezension zu: Arthur D. Trendall: The red-figured vases of Lucania, Campania and Sicily. Second supplement. In: Journal of Hellenic Studies 95 (1975) S. 296–297.
- Rezension zu: Jean-Marc Moret: L’Ilioupersis dans la céramique italiote. Les mythes et leur expression figurée au IVe siècle. In: Journal of Hellenic Studies 96 (1976) S. 251–252.
- Rezension zu: Franz de Ruyt; Tony Hackens: Vases grecs, italiotes et étrusques de la collection Abbé Mignot. In: Journal of Hellenic Studies 97 (1977) S. 223–224
- From Lenormant to Trendall. In: Studies in honour of Arthur Dale Trendall. Sydney 1979, S. 1–7.

## Nachruf
- Martin Robertson, in: Lincoln College Record 1975-76. 1977

| Personendaten    | Personendaten                                       |
| ---------------- | --------------------------------------------------- |
| NAME             | Oakeshott, Noël                                     |
| ALTERNATIVNAMEN  | Oakeshott, Noël Rose; Moon, Noël Rose (Geburtsname) |
| KURZBESCHREIBUNG | britische klassische Archäologin                    |
| GEBURTSDATUM     | 1904                                                |
| STERBEDATUM      | 1976                                                |